# Coma (miniserie televisiva)
Coma è una miniserie televisiva in due puntate del 2012 diretta da Mikael Salomon e basata sull'omonimo romanzo scritto da Robin Cook nel 1977 e sul film Coma profondo diretto da Michael Crichton nel 1978. La miniserie è stata mandata in onda in prima visione assoluta dal canale via cavo statunitense A&E Network dal 3 al 4 settembre 2012, mentre in Italia andrà in onda a gennaio 2014 sui canali Mediaset Premium.
Prodotta da Ridley e Tony Scott, già collaboratori nel 2008 con Mikael Salomon e A&E Network per la miniserie televisiva The Andromeda Strain, la miniserie è dedicata a Tony Scott, morto suicida poche settimane prima della messa in onda.

## Trama
Il Peach Tree Memorial Hospital di Boston è un ospedale all'avanguardia e l'équipe di medici che lavora nella sala otto è una delle migliori al mondo nel suo campo. Qualcosa di sconosciuto sta però capitando nell'ospedale, infatti, nel giro di pochi giorni, molti pazienti operati per semplici interventi non si risvegliano più o precipitano in un coma irreversibile. I pazienti finiti in coma vengono tutti trasferiti al misterioso Jefferson Institute, un ospedale specializzato nell'accoglienza di persone in coma gestito dalla signora Emerson.
Insospettita da questi eventi, la studentessa di medicina Susan Wheeler inizia ad indagare assieme al dottor Mark Bellows e al dottor Theodore Stark sul Jefferson Institute e, nel giro di pochi giorni, iniziano a accadere strani eventi che colpiscono lei e chi gli sta vicino.

## Produzione
L'8 dicembre 2011 A&E Network annunciò il cast principale della miniserie, composto dagli attori Lauren Ambrose, Steven Pasquale, Richard Dreyfuss, Ellen Burstyn, James Woods, Geena Davis, James Rebhorn, Joe Morton e Joseph Mazzello. Le riprese della miniserie iniziarono ad Atlanta in Georgia nel dicembre del 2011.